# Atletica leggera ai Giochi della XXXII Olimpiade - 400 metri piani femminili

Video ufficiale della Finale

Ai Giochi della XXXII Olimpiade la competizione dei 400 metri piani femminili si è svolta il 3, 4 e 6 agosto 2021 presso lo Stadio nazionale di Tokyo.

## Presenze ed assenze delle campionesse in carica
| Competizione           | Atleta           | Prestazione |            |
| ---------------------- | ---------------- | ----------- | ---------- |
| Olimpiadi 2016         | Shaunae Miller   | 49”44       | Presente   |
| Commonwealth 2018      | Amantle Montsho  | 50”15       | Presente   |
| Europei 2018           | Justyna Święty   | 50”41       | Presente   |
| Asiatici 2018          | Salwa Eid Naser  | 51”97       | Non attiva |
| Panamericani 2019      | Shericka Jackson | 50”73       | Solo 200 m |
| Africani 2019          | Galefele Moroko  | 51”30       | Presente   |
| Mondiali 2019          | Salwa Eid Naser  | 48”14       | Non attiva |
|                        |                  |             |            |
| Mondiali under 20 2018 | Hima Das         | 51”46       | Non qual.  |

1. ↑  Nata Ebelechukwu Agbapuonwu, è di origine nigeriana.

Graduatoria mondiale
In base alla classifica della Federazione mondiale, le migliori atlete iscritte alla gara erano le seguenti:
| Pos. | Atleta                  | Punti | Note |
| ---- | ----------------------- | ----- | ---- |
| 2    | Shaunae Miller-Uibo     | 1403  |      |
| 3    | Stephenie Ann McPherson | 1365  |      |
| 6    | Wadeline Jonathas       | 1333  |      |

## La gara
Shaunae Miller (Bahamas) difende il titolo conquistato quattro anni prima a Rio de Janeiro. Deve guardarsi dalla giamaicana Stephenie Ann McPherson, campionessa nazionale (49”61) e dalla sempreverde Allyson Felix, alla sua quinta olimpiade.
Tutte le migliori passano il primo turno. Le tre semifinali sono combattutissime: Marileidy Paulino (Rep. Dominicana) vince la prima sulla giamaicana Candice McLeod in 49”38 (record nazionale); nella seconda Shaunae Miller prevale in 49”60; Stephenie Ann  McPherson vince la terza serie in 49”34 davanti ad Allyson Felix.
Il peggior tempo è 49”60: non accadeva dal 1988 (all'epoca si disputarono due serie, vinte in 49”11 e 49”33).
In finale l'alteta in corsia 7, la cubana Roxana Gomez, si ferma dopo 100 metri. La sua gara finisce per infortunio. In testa ai 200 metri è la McPherson (23”4). Poi parte l'allungo della Miller, che sopravanza tutte e si presenta da sola in testa all'inizio della retta finale (35”4). La cavalcata solitaria della bahamense è coronata dall'oro con il record nazionale (48”36). Seconda è Marileidy Paulino, che migliora il proprio record nazionale (49”20) dopo averlo già battuto in semifinale (49”38). Terza è Allyson Felix, felice per la sua decima medaglia olimpica. 
Il 48”36 della vincitrice è la seconda miglior prestazione sulla distanza alle Olimpiadi, dopo il record olimpico di Marie-José Perec (48”25).

## Risultati

### Batterie
Le prime tre atlete di ogni batteria (Q) e le successive sei più veloci (q) si qualificano alle semifinali.

#### Batteria 1
| Posizione | Corsia | Atleta               | Nazionalità | Tempo | Note |
| --------- | ------ | -------------------- | ----------- | ----- | ---- |
| 1         | 2      | Shaunae Miller-Uibo  | Bahamas     | 50"50 | Q    |
| 2         | 6      | Roxana Gomez         | Cuba        | 50"76 | Q    |
| 3         | 7      | Sada Williams        | Barbados    | 51"36 | Q    |
| 4         | 8      | Aliyah Abrams        | Guyana      | 51"44 | q    |
| 5         | 5      | Kyra Constantine     | Canada      | 51"69 | q    |
| 6         | 3      | Anita Horvat         | Slovenia    | 52"34 |      |
| 7         | 4      | Patience Okon George | Nigeria     | 52"41 |      |

#### Batteria 2
| Posizione | Corsia | Atleta           | Nazionalità   | Tempo | Note |
| --------- | ------ | ---------------- | ------------- | ----- | ---- |
| 1         | 3      | Jodie Williams   | Gran Bretagna | 50"99 | Q    |
| 2         | 4      | Quanera Hayes    | Stati Uniti   | 51"07 | Q    |
| 3         | 7      | Cátia Azevedo    | Portogallo    | 51"26 | Q    |
| 4         | 5      | Lisanne de Witte | Paesi Bassi   | 51"68 | q    |
| 5         | 6      | Bendere Oboya    | Australia     | 52"37 |      |
|           | 2      | Amantle Montsho  | Botswana      | dnf   |      |
|           | 8      | Meleny Rodney    | Grenada       | dnf   |      |
|           | 9      | Aliya Boshnak    | Giordania     | dq    |      |

#### Batteria 3
| Posizione | Corsia | Atleta            | Nazionalità   | Tempo | Note     |
| --------- | ------ | ----------------- | ------------- | ----- | -------- |
| 1         | 4      | Allyson Felix     | Stati Uniti   | 50"84 | Q        |
| 2         | 2      | Roneisha McGregor | Giamaica      | 51"14 | Q (.138) |
| 3         | 6      | Lada Vondrová     | Rep. Ceca     | 51"14 | Q (.139) |
| 4         | 3      | Ama Pipi          | Gran Bretagna | 51"17 | q        |
| 5         | 7      | Tiffani Silva     | Brasile       | 52"11 |          |
| 6         | 8      | Leni Shida        | Uganda        | 52"48 |          |
| 7         | 5      | Samantha Dirks    | Belize        | 54"16 |          |
| 8         | 9      | Tetyana Melnyk    | Ucraina       | 54"99 |          |

#### Batteria 4
| Posizione | Corsia | Atleta            | Nazionalità   | Tempo | Note                                     |
| --------- | ------ | ----------------- | ------------- | ----- | ---------------------------------------- |
| 1         | 5      | Candice McLeod    | Giamaica      | 51"09 | Q                                        |
| 2         | 6      | Amandine Brossier | Francia       | 51"65 | Q                                        |
| 3         | 7      | Susanne Walli     | Austria       | 52"19 | Q                                        |
| 4         | 3      | Corinna Schwab    | Germania      | 52"29 |                                          |
| 5         | 9      | Irini Vasiliou    | Grecia        | 53"16 |                                          |
| 6         | 4      | Galefele Moroko   | Botswana      | 55"89 | Miglior prestazione personale stagionale |
|           | 8      | Nicole Yeargin    | Gran Bretagna | dq    |                                          |
|           | 2      | Cynthia Bolingo   | Belgio        | dns   |                                          |

#### Batteria 5
| Posizione | Corsia | Atleta                  | Nazionalità | Tempo | Note |
| --------- | ------ | ----------------------- | ----------- | ----- | ---- |
| 1         | 3      | Stephenie Ann McPherson | Giamaica    | 50"89 | Q    |
| 2         | 4      | Natalia Kaczmarek       | Polonia     | 51"06 | Q    |
| 3         | 5      | Paola Morán             | Messico     | 51"18 | Q    |
| 4         | 6      | Phil Healy              | Irlanda     | 51"98 |      |
| 5         | 8      | Hellen Syombua          | Kenya       | 52"70 |      |
| 6         | 2      | Agne Serksniene         | Lituania    | 52"78 |      |
| 7         | 7      | Natassha McDonald       | Canada      | 53"54 |      |

#### Batteria 6
| Posizione | Corsia | Atleta                | Nazionalità     | Tempo | Note                                     |
| --------- | ------ | --------------------- | --------------- | ----- | ---------------------------------------- |
| 1         | 2      | Marileidy Paulino     | Rep. Dominicana | 50"06 | Q                                        |
| 2         | 6      | Wadeline Jonathas     | Stati Uniti     | 50"93 | Q                                        |
| 3         | 4      | Lieke Klaver          | Paesi Bassi     | 51"37 | Q                                        |
| 4         | 7      | Aauri Bokesa          | Spagna          | 51"89 | q                                        |
| 5         | 9      | Eleni Artymata        | Cipro           | 51"91 | q                                        |
| 6         | 8      | Barbora Malíková      | Rep. Ceca       | 52"83 |                                          |
| 7         | 3      | Shalysa Wray          | Isole Cayman    | 53"61 |                                          |
| 8         | 5      | Christine Botlogetswe | Botswana        | 53"99 | Miglior prestazione personale stagionale |

### Semifinali
Le prime due atlete di ogni batteria (Q) e le successive due più veloci (q) si qualificano alla finale.

#### Semifinale 1
| Posizione | Corsia | Atleta            | Nazionalità     | Tempo | Note                          |
| --------- | ------ | ----------------- | --------------- | ----- | ----------------------------- |
| 1         | 5      | Marileidy Paulino | Rep. Dominicana | 49"38 | Q                             |
| 2         | 7      | Candice McLeod    | Giamaica        | 49"51 | Q                             |
| 3         | 4      | Roxana Gomez      | Cuba            | 49"71 | q                             |
| 4         | 6      | Quanera Hayes     | Stati Uniti     | 49"81 | q                             |
| 5         | 3      | Eleni Artymata    | Cipro           | 50"80 | Record nazionale              |
| 6         | 9      | Susanne Walli     | Austria         | 51"52 | Miglior prestazione personale |
| 7         | 2      | Ama Pipi          | Gran Bretagna   | 51"59 |                               |
| 8         | 8      | Lada Vondrová     | Rep. Ceca       | 51"62 |                               |

#### Semifinale 2
| Posizione | Corsia | Atleta              | Nazionalità   | Tempo | Note                                     |
| --------- | ------ | ------------------- | ------------- | ----- | ---------------------------------------- |
| 1         | 6      | Shaunae Miller-Uibo | Bahamas       | 49"60 | Q                                        |
| 2         | 5      | Jodie Williams      | Gran Bretagna | 49"97 | Q                                        |
| 3         | 4      | Roneisha McGregor   | Giamaica      | 50"34 |                                          |
| 4         | 7      | Wadeline Jonathas   | Stati Uniti   | 50"51 |                                          |
| 5         | 9      | Paola Morán         | Messico       | 51"06 | Miglior prestazione personale stagionale |
| 6         | 8      | Lieke Klaver        | Paesi Bassi   | 51"37 |                                          |
| 7         | 2      | Aliyah Abrams       | Guyana        | 51"46 |                                          |
| 8         | 3      | Aauri Lorena Bokesa | Spagna        | 51"57 | Miglior prestazione personale            |

#### Semifinale 3
| Posizione | Corsia | Atleta                  | Nazionalità | Tempo | Note             |
| --------- | ------ | ----------------------- | ----------- | ----- | ---------------- |
| 1         | 5      | Stephenie Ann McPherson | Giamaica    | 49"34 | Q                |
| 2         | 6      | Allyson Felix           | Stati Uniti | 49"89 | Q                |
| 3         | 8      | Sada Williams           | Barbados    | 50"11 | Record nazionale |
| 4         | 4      | Natalia Kaczmarek       | Polonia     | 50"79 |                  |
| 5         | 3      | Kyra Constantine        | Canada      | 51"22 |                  |
| 6         | 7      | Amandine Brossier       | Francia     | 51"30 |                  |
| 7         | 9      | Cátia Azevedo           | Portogallo  | 51"32 |                  |
| 8         | 2      | Lisanne de Witte        | Paesi Bassi | 52"09 |                  |

### Finale
| Record mondiale      | Marita Koch      | 47"60 | Canberra | 6 ottobre 1985 |
| Record olimpico      | Marie-José Pérec | 48"25 | Atlanta  | 29 luglio 1996 |
| Capolista stagionale | Christine Mboma  | 49"22 | Windhoek | 17 aprile 2021 |

Venerdì 6 agosto, ore 19:50.
| Posizione | Corsia | Atleta                  | Nazionalità     | Tempo | Note                                     |
| --------- | ------ | ----------------------- | --------------- | ----- | ---------------------------------------- |
| Oro       | 7      | Shaunae Miller-Uibo     | Bahamas         | 48"36 | Record nord-centroamericano              |
| Argento   | 5      | Marileidy Paulino       | Rep. Dominicana | 49"20 | Record nazionale                         |
| Bronzo    | 9      | Allyson Felix           | Stati Uniti     | 49"46 | Miglior prestazione personale stagionale |
| 4         | 6      | Stephenie Ann McPherson | Giamaica        | 49"61 |                                          |
| 5         | 4      | Candice McLeod          | Giamaica        | 49"87 |                                          |
| 6         | 8      | Jodie Williams          | Gran Bretagna   | 49"97 | Miglior prestazione personale            |
| 7         | 2      | Quanera Hayes           | Stati Uniti     | 50"88 |                                          |
|           | 3      | Roxana Gomez            | Cuba            | dnf   |                                          |